# Mike Reiss

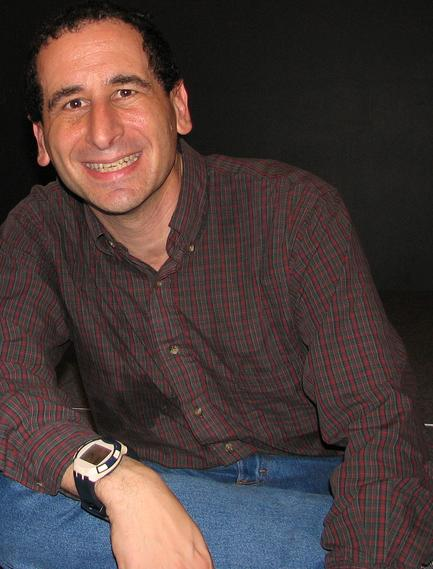
Mike Reiss

Mike Reiss (* 15. September 1959 in Bristol, Connecticut) ist ein US-amerikanischer Drehbuchautor.
Er arbeitete für Serien wie Die Simpsons, für die er auch gemeinsam mit Al Jean als Showrunner aktiv war, und für The Critic. Darüber hinaus war er auch für die Filme Ice Age 3 – Die Dinosaurier sind los, Horton hört ein Hu!, My Big Fat Greek Summer und den Simpsons Film tätig Er erfand die Internetserie Queer Duck.
Reiss studierte in Harvard und war dort für die Satirezeitschrift Harvard Lampoon tätig. Reiss ist verheiratet und lebt derzeit in New York City. Er hat jüdische Vorfahren, ist jedoch ein Atheist.

## Publikationen
- Mike Reiss, Matthew Klickstein: Springfield Confidential – Alles über die Simpsons – Hinter den Kulissen der gelbsten Serie der Welt. Heyne, 2019, ISBN 978-3-453-60515-2.